# Огневая подготовка

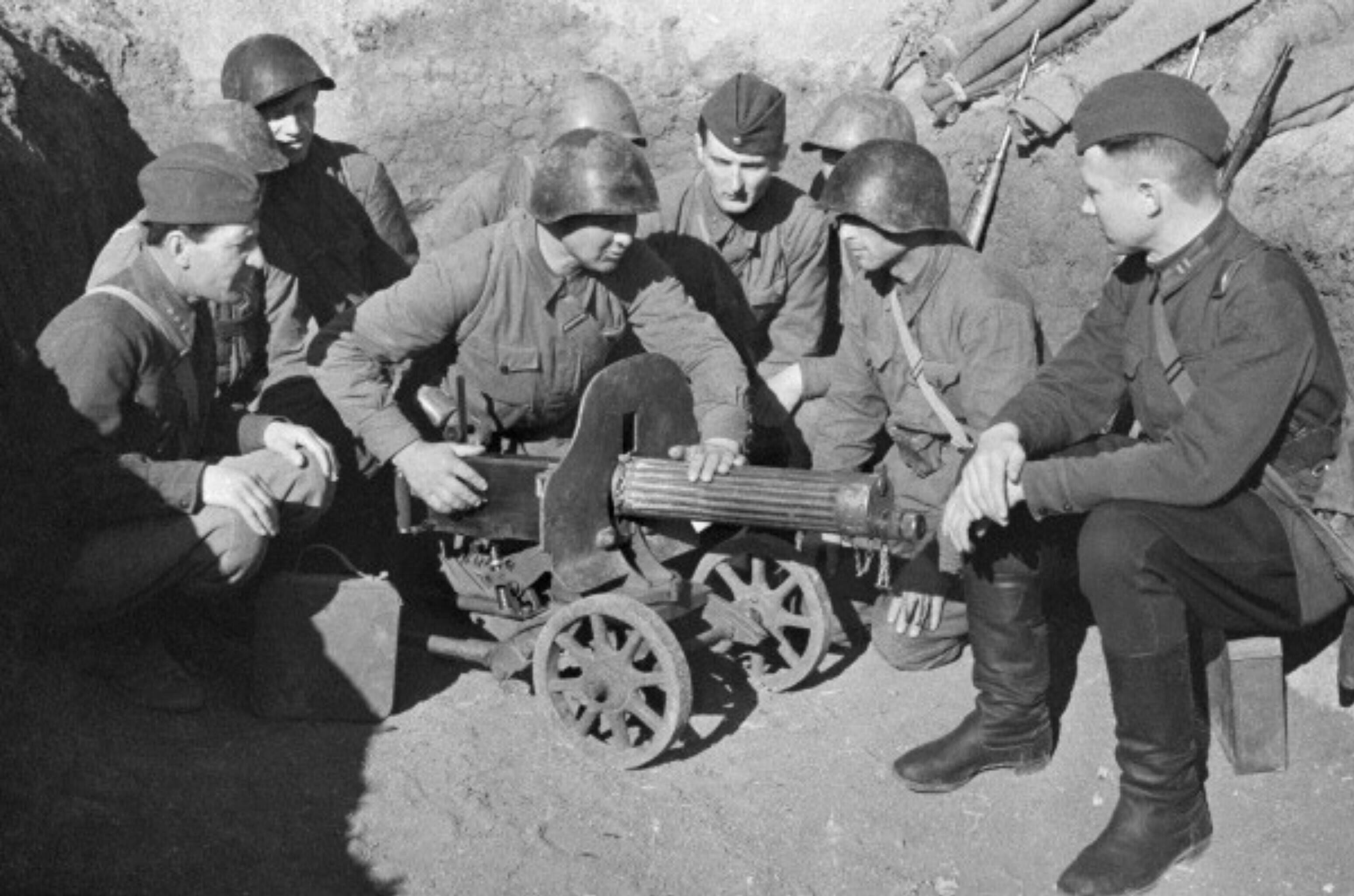
Занятие по изучению устройства пулемёта Максима в Красной армии.
СССР. Крым. 1942 год

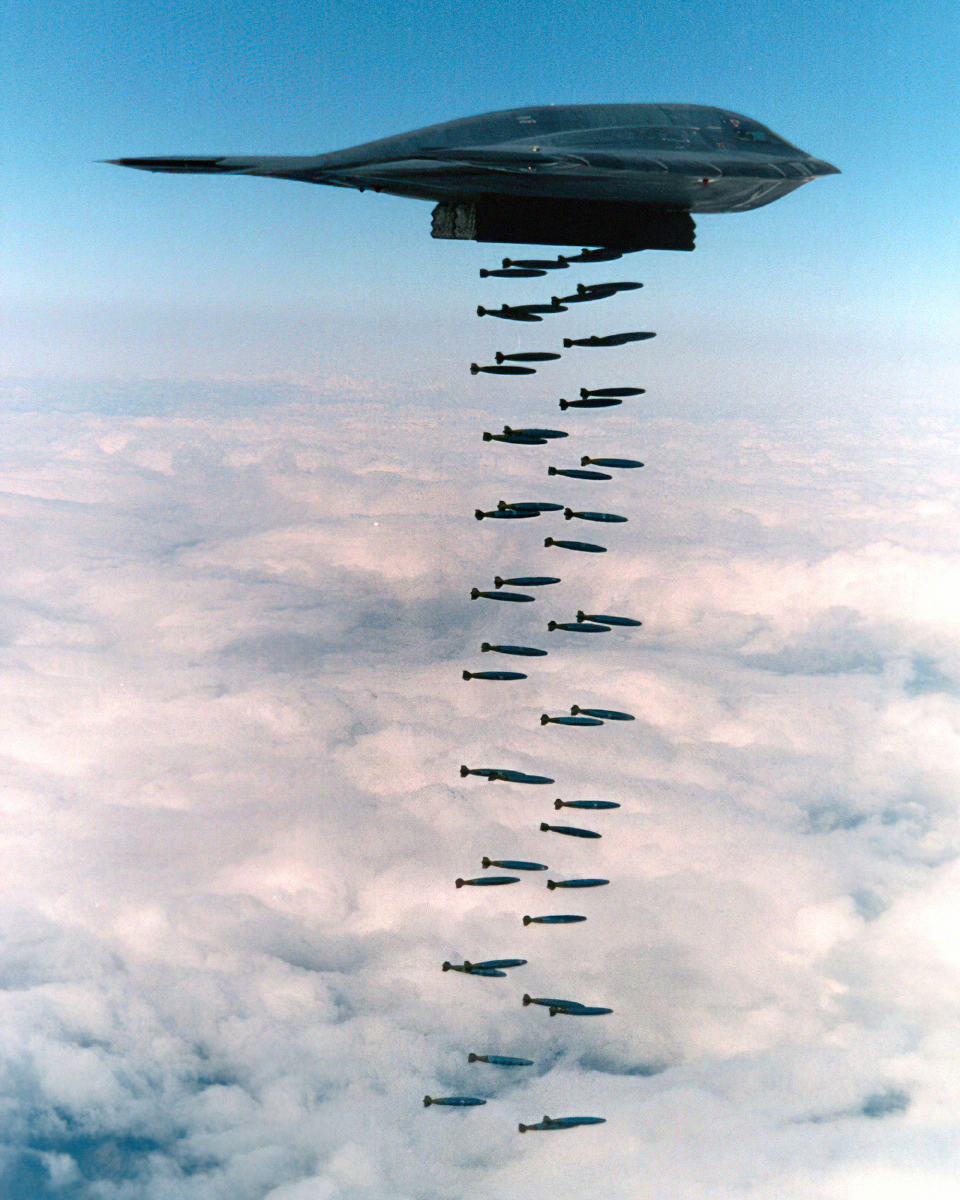
Бомбометание — элемент воздушно-огневой подготовки.
На фото бомбардировщик B-2 ВВС США.
Калифорния. 1994 год

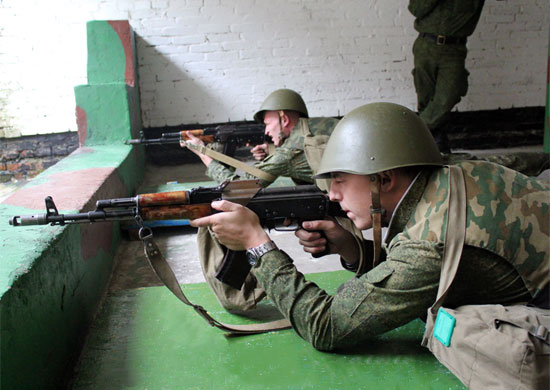
Учебные стрельбы в тире из АК-74.
Россия. 2012 год

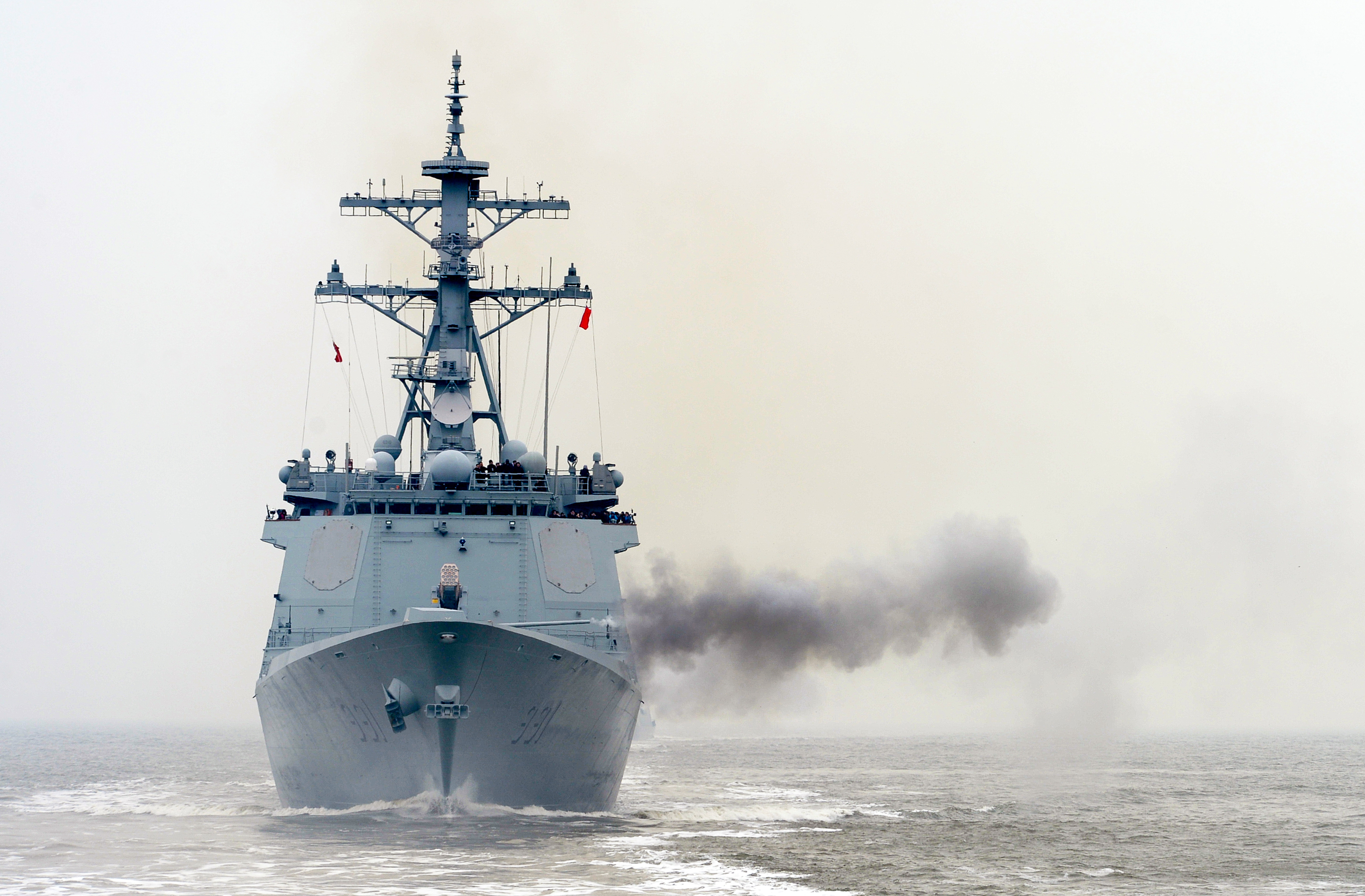
Огневая подготовка в ВМС Южной Кореи.
Японское море. 2014 год

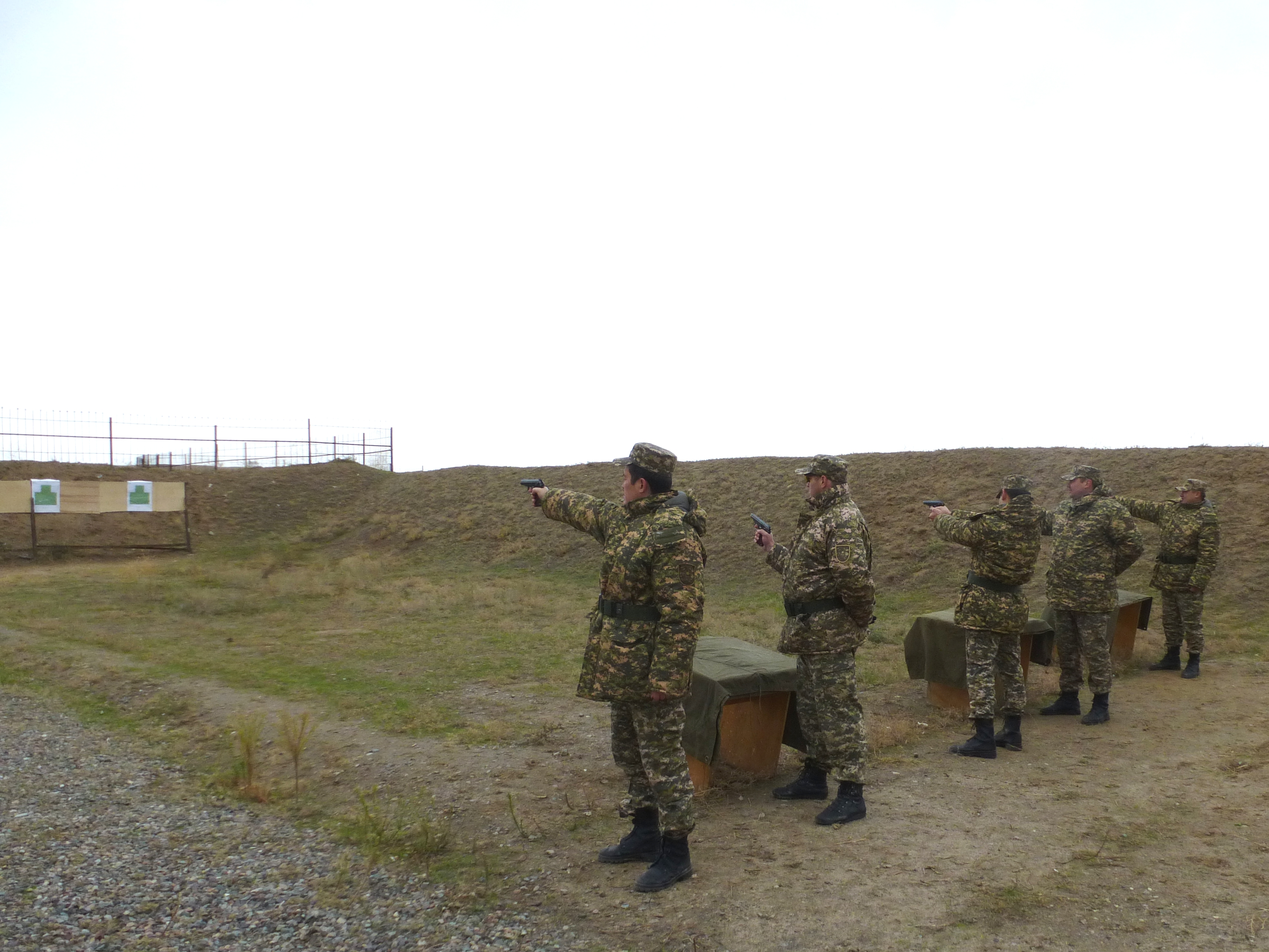
Учебные стрельбы из ПМ офицерами запаса.
Казахстан. 2014 год

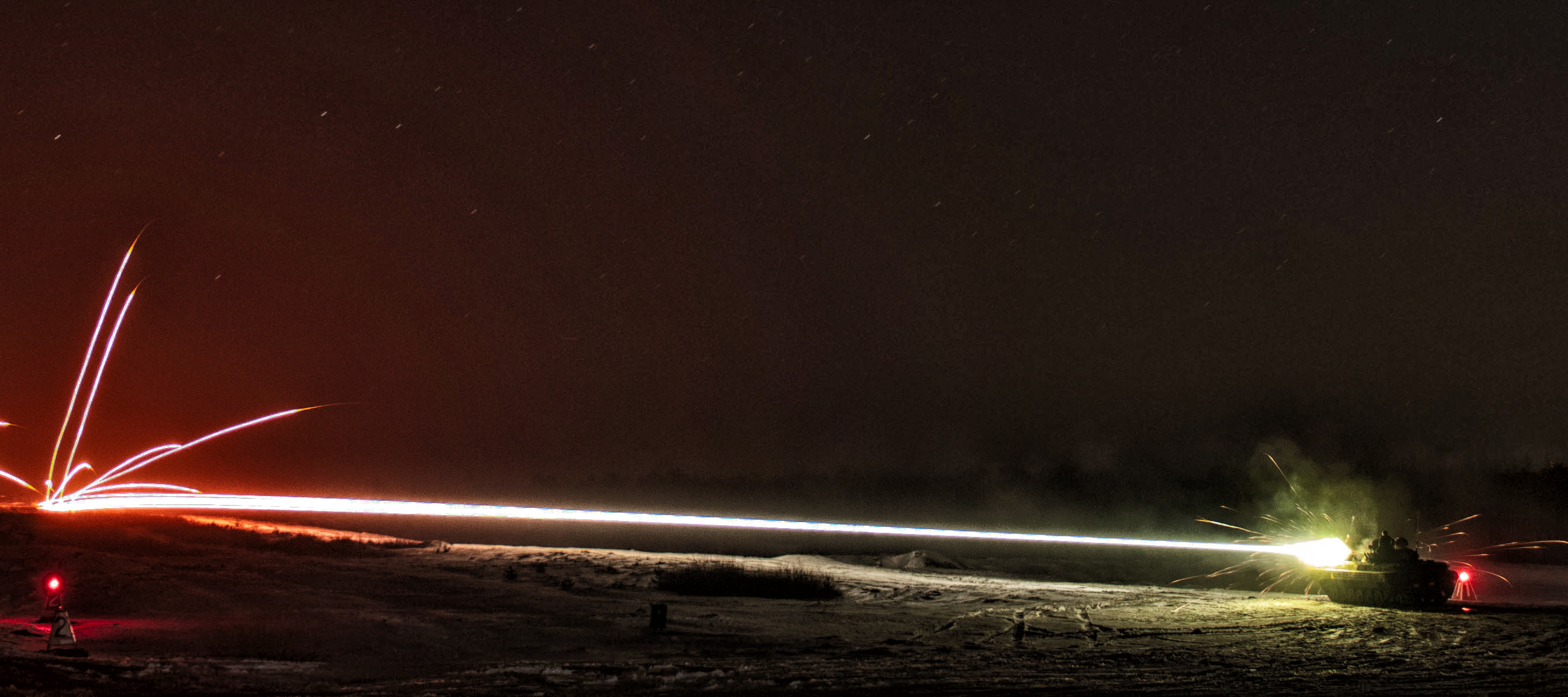
Учебные ночные стрельбы из БМП-2.
Украина. 2017 год

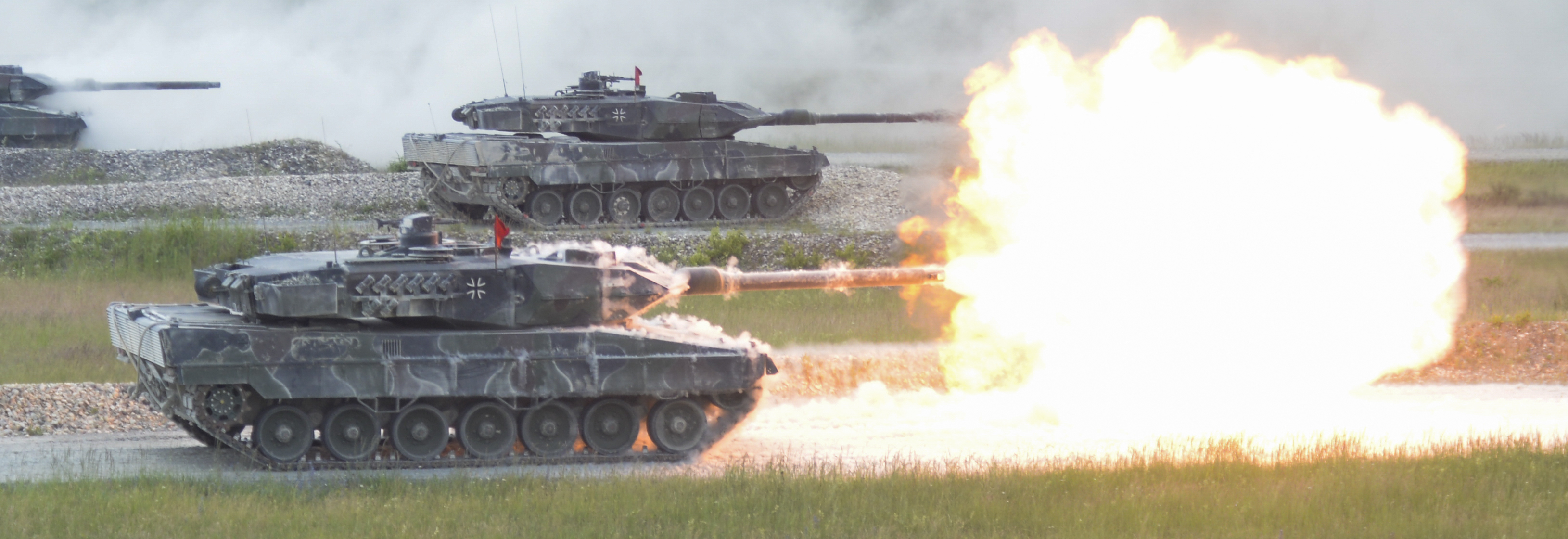
Учебные стрельбы из танков Леопард 2.
Германия. 2018 год

Огневая подготовка — обучение военнослужащих применению штатного оружия для поражения различных целей в бою. Является одним из основных предметов боевой подготовки войск.

## Содержание огневой подготовки
Независимо от вида вооружённых сил общая огневая подготовка включает в себя следующие пункты:
- изучение материальной части оружия и боеприпасов:

- техническое устройство и принципы работы;
- тактико-технические характеристики;
- порядок сборки-разборки;
- правила сбережения и ухода за ним.

- основы баллистики;
- приёмы метания ручных гранат;
- способы разведки целей и определение дальности до них;
- правила стрельбы и техника безопасности;
- управление огнём.

В военно-морских силах к огневой подготовке также относятся артиллерийские, ракетные, торпедные и другие стрельбы, при оценке которых учитывается огневой показатель.
В военно-воздушных силах данный предмет называется воздушно-огневой подготовкой. 

## Организация огневой подготовки
Организация огневой подготовки включает в себя проведение следующих мероприятий:
- классные занятия по изучению материальной части и теории стрельбы;
- учебные стрельбы — стрельба по мишеням;
- боевые стрельбы — стрельба сопряжённая с выполнением тактического упражнения всем подразделением:

- боевая стрельба отделения в обороне;
- боевая стрельба взвода в наступлении;
- и т.д.

- тактические учения с боевой стрельбой:

- ротные тактические учения;
- батальонные тактические учения;
- полковые тактические учения;
- и т.д.

- контрольные занятия — стрельбы проводимые для определения уровня обученности личного состава.

Для проведения огневой подготовки создаются и используются специально оборудованные классы, огневые городки, войсковые стрельбища, директрисы, парки с боевой техникой, а также разнообразные учебно-тренировочные средства.
После получения военнослужащими необходимых знаний по устройству вооружения и правилам обращения, с ними производится обучение действиям с оружием (при оружии), при котором личный состав получает навыки в подготовке оружия к бою, его заряжании, устранении задержек стрельбы и простейших неисправностей, в разборке и сборке оружия, пользовании приборами прицеливания и наблюдения.
Учебный процесс по основам и правилам стрельбы проводится в специально оборудованных классах и на отдельных учебных местах на объектах огневой подготовки, с использованием тренажёров, прицелов, макетов местности и наглядных пособий (плакатов, схем). В занятиях военнослужащим даются знания вопросов внутренней и внешней баллистики, факторов влияющих на результаты стрельбы и мер по их учёту, использованию и устранению, правил стрельбы из оружия по различным целям в различных условиях, а также получают практические навыки в использовании правил стрельбы для поражения целей. 
Основной упор в огневой подготовке делается на обучение военнослужащих разведке целей, определению дальности до них, назначению исходных установок для поражения целей и целеуказанию. 
Практическому ведению огня из оружия личный состав обучается на огневых тренировках, учебных и боевых стрельбах и учениях с боевой стрельбой. Данные занятия проводятся в огневых городках, на директрисах, войсковых стрельбищах, тактических полях. Ранее это называлось «практическая стрельба».
Огневые тренировки нацелены на следующие задачи:
- выработка у военнослужащих навыков в действиях с оружием (при оружии);
- навыков в решении огневых задач;
- навыков в ведении огня различными способами в различных условиях, и его корректировании;
- достижение боевого слаживания работы расчётов, экипажей и подразделений.

Упражнения стрельб выполняются отдельно каждым обучаемым военнослужащим или в составе группы, расчёта и других подразделений. При этом огонь ведётся и по воздушным целям, а также на большие дальности по наземным либо морским целям. В учебных стрельбах проверяется и совершенствуется огневая выучка военнослужащих и подразделений. 
При выполнении боевых стрельб и тактических учений с боевой стрельбой личный состав обучается поражению целей огнём из штатного оружия во взаимодействии с другими огневыми средствами, ведению огня по воздушным целям, метанию боевых ручных гранат из различных условий.
Кроме обучения личного состава, в ходе занятий по огневой подготовке происходит обучение командиров подразделений. Командиры учатся оценке обнаруженных целей и принятию решения на их уничтожение — выбору вида оружия, боеприпасов и способов стрельбы, постановке огневых задач и подаче команд на открытие, сосредоточение и распределение огня, наблюдению за результатами стрельбы, а стреляющие экипажи (расчёты) — ведению огня при действиях в составе подразделения.
Содержание и объём занятий по огневой подготовки для видов вооружённых сил и родов войск определяются программами боевой подготовки, курсами стрельб и указаниями соответствующих командиров (начальников).